# (943) Begonia
(943) Begonia – planetoida z grupy pasa głównego asteroid okrążająca Słońce w ciągu 5 lat i 190 dni w średniej odległości 3,12 au. Została odkryta 20 października 1920 roku w Landessternwarte Heidelberg-Königstuhl w Heidelbergu przez Karla Reinmutha. Nazwa pochodzi od begonii, rodzaju roślin z rodziny begoniowatych. Przed nadaniem nazwy planetoida nosiła oznaczenie tymczasowe (943) 1920 HX.